# Crassula sarcocaulis
Crassula sarcocaulis är en fetbladsväxtart. Crassula sarcocaulis ingår i släktet krassulor, och familjen fetbladsväxter.

## Underarter
Arten delas in i följande underarter:
- C. s. rupicola
- C. s. sarcocaulis

## Bildgalleri

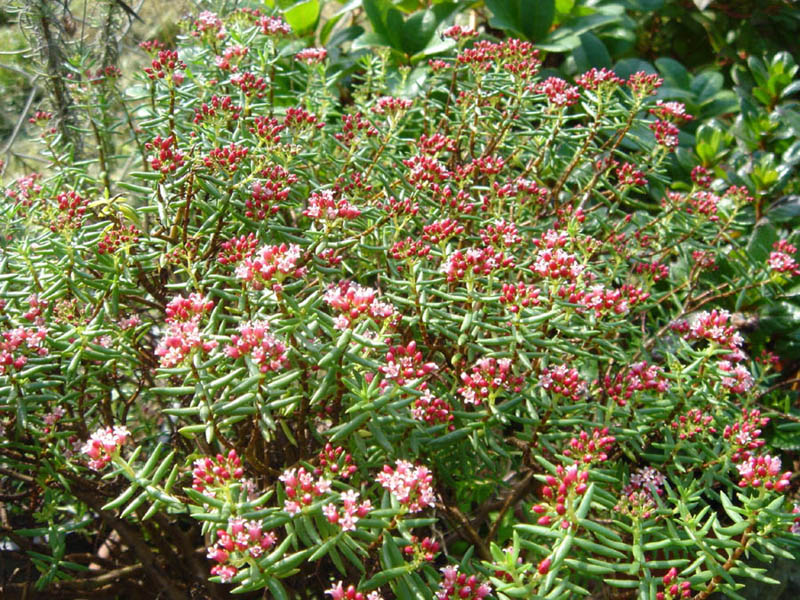
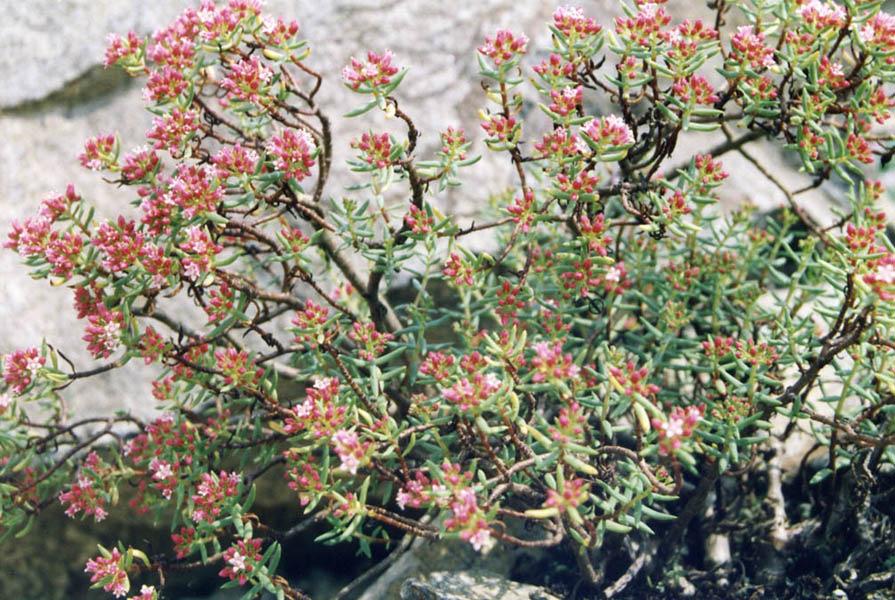
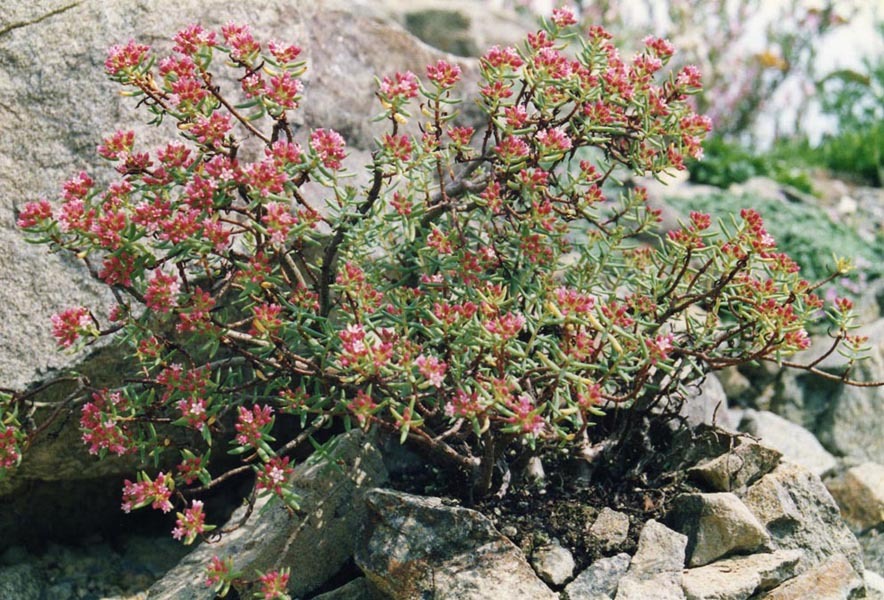
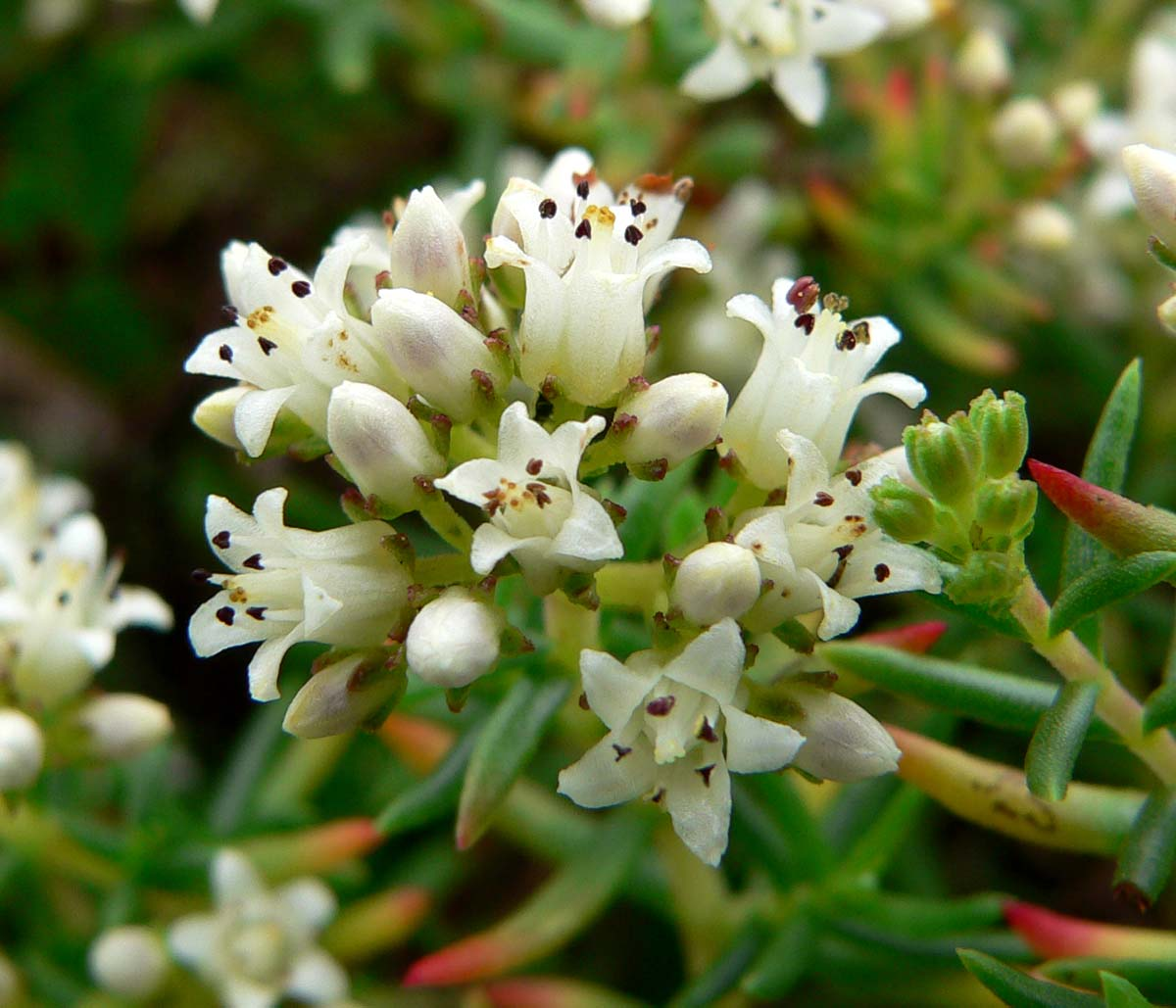
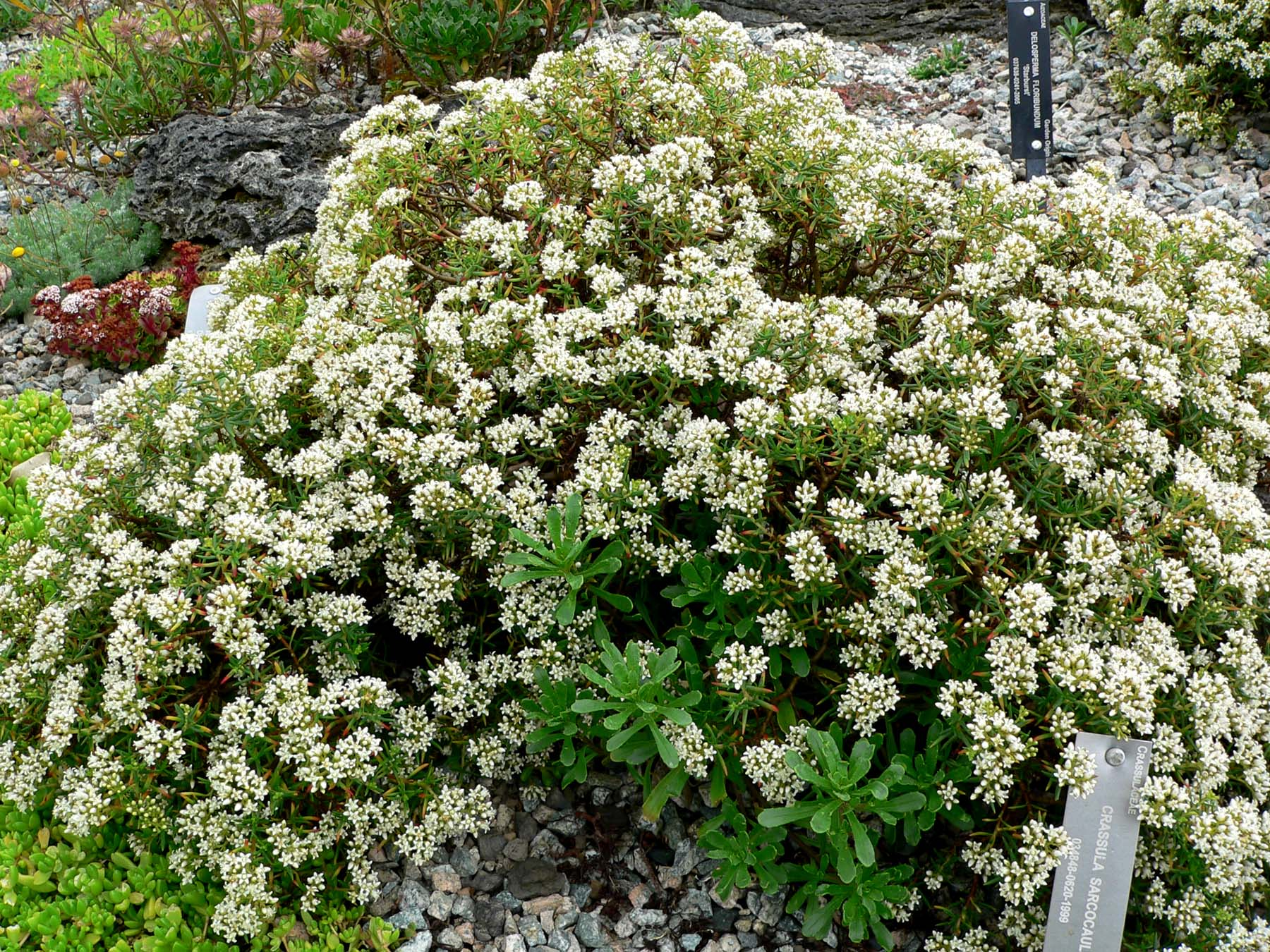
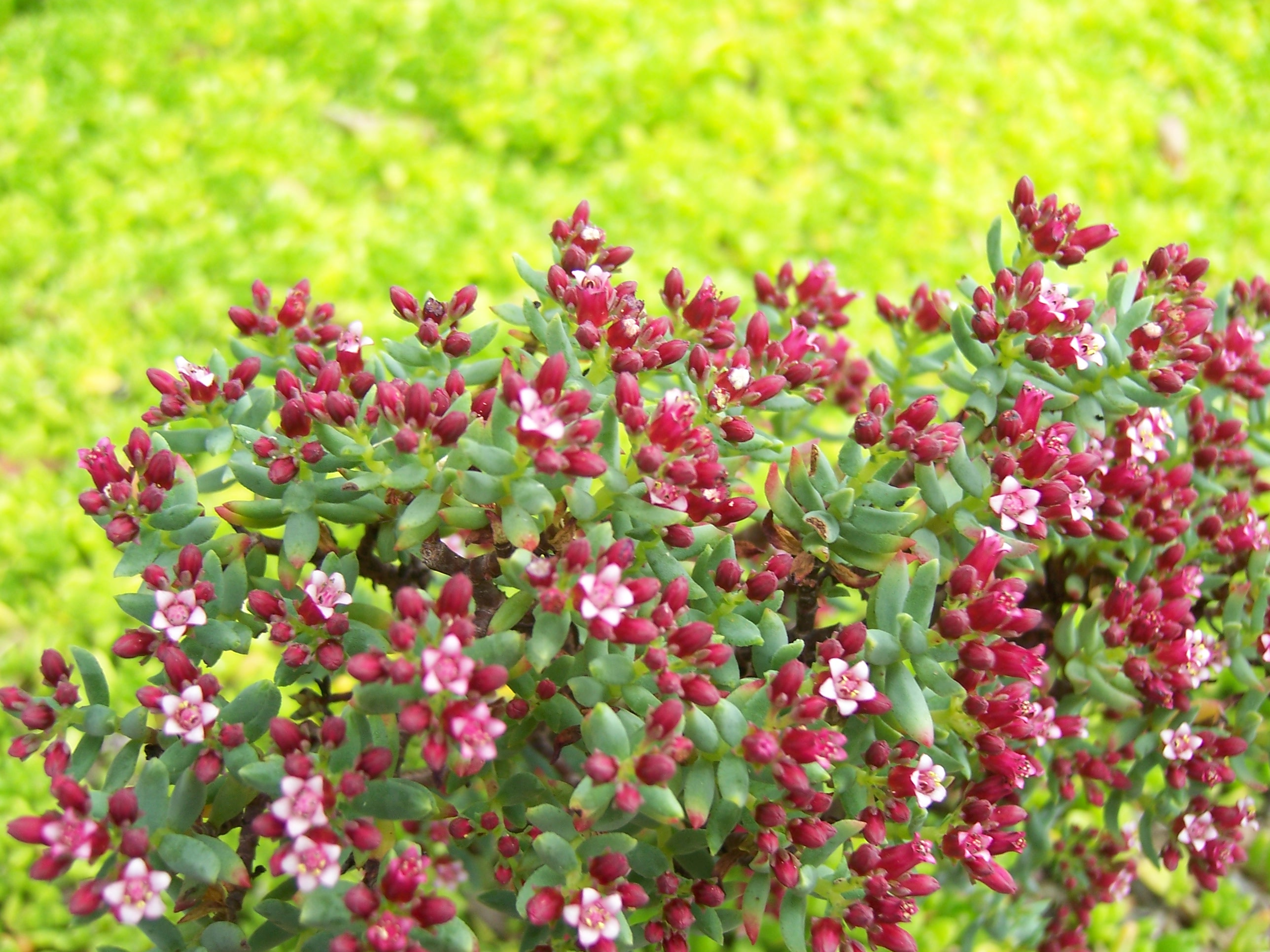